# Фундаментальные физические постоянные
Фундамента́льные физи́ческие постоя́нные (физические постоянные, физические константы, фундаментальные постоянные, мировые постоянные) — постоянные величины, входящие в уравнения, описывающие физические законы природы и свойства материи. Фундаментальные физические постоянные возникают в теоретических моделях наблюдаемых явлений в виде универсальных коэффициентов в соответствующих математических выражениях.

## Обзор
Слово «постоянная» в физике употребляется в двояком смысле:
- численное значение некоторой величины вообще не зависит от каких-либо внешних параметров и не меняется со временем,
- изменение численного значения некоторой величины несущественно для рассматриваемой задачи.

Например, гелиоцентрическая постоянная, равная произведению гравитационной постоянной на массу Солнца, уменьшается из-за уменьшения массы Солнца, происходящего вследствие излучения им энергии и испускания солнечного ветра. Однако, поскольку относительное уменьшение массы Солнца составляет величину порядка 10−14, то для большинства задач небесной механики гелиоцентрическая постоянная с удовлетворительной точностью может рассматриваться как постоянная. Также в физике высоких энергий постоянная тонкой структуры, характеризующая интенсивность электромагнитного взаимодействия, растёт с ростом переданного импульса (на малых расстояниях), однако её изменение несущественно для широкого круга обычных явлений, например, для спектроскопии.
Физические постоянные делятся на две основные группы — размерные и безразмерные постоянные. Численные значения размерных постоянных зависят от выбора единиц измерения. Численные значения безразмерных постоянных не зависят от систем единиц и должны определяться чисто математически в рамках единой теории. Среди размерных физических постоянных следует выделять постоянные, которые не образуют между собой безразмерных комбинаций, их максимальное число равно числу основных единиц измерения — это и есть собственно фундаментальные физические постоянные (скорость света, постоянная Планка и др.). Все остальные размерные физические постоянные сводятся к комбинациям безразмерных постоянных и фундаментальных размерных постоянных. С точки зрения фундаментальных постоянных, эволюция физической картины мира — это переход от физики без фундаментальных постоянных (классическая физика) к физике с фундаментальными постоянными (современная физика). Классическая физика при этом сохраняет своё значение как предельный случай современной физики, когда характерные параметры исследуемых явлений далеки от фундаментальных постоянных.
Скорость света появилась ещё в классической физике в XVII в., но тогда она не играла фундаментальной роли. Фундаментальный статус скорость света приобрела после создания электродинамики Дж. К. Максвеллом и специальной теории относительности А. Эйнштейном (1905). После создания квантовой механики (1926) фундаментальный статус приобрела постоянная Планка h, введённая М. Планком в 1901 г. как размерный коэффициент в законе теплового излучения. К фундаментальным постоянным также ряд учёных относит гравитационную постоянную G, постоянную Больцмана k, элементарный заряд e (или постоянную тонкой структуры α) и космологическую постоянную Λ. Фундаментальные физические постоянные являются естественными масштабами физических величин, переход к ним в качестве единиц измерения лежит в основе построения естественной (планковской) системы единиц. К фундаментальным постоянным в силу исторической традиции также относят и некоторые другие физические постоянные, связанные с конкретными телами (например, массы элементарных частиц), однако эти постоянные должны, согласно современным представлениям, каким-то пока неизвестным образом выводиться из более фундаментального масштаба массы (энергии), так называемого вакуумного среднего поля Хиггса.
Международно принятый набор значений фундаментальных физических постоянных и коэффициентов для их перевода регулярно издаётся Рабочей группой CODATA по фундаментальным постоянным.

## Фундаментальные физические постоянные
Здесь и далее приведены значения, рекомендованные CODATA на основании данных 2022 года.
| Величина                                          | Символ                         | Значение                                 | Прим. |
| ------------------------------------------------- | ------------------------------ | ---------------------------------------- | ----- |
| скорость света в вакууме                          | {\displaystyle \ c}            | 299 792 458 м·с−1 = 2,99792458⋅108 м·с−1 | точно |
| гравитационная постоянная                         | {\displaystyle \ G}            | 6,674 30(15)⋅10−11 м3·кг−1·с−2           |       |
| постоянная Планка (элементарный квант действия)   | {\displaystyle \ h}            | 6,626 070 15⋅10−34 Дж·с                  | точно |
| постоянная Дирака (приведённая постоянная Планка) | {\displaystyle \hbar =h/2\pi } | 1,054 571 817… ⋅10−34 Дж·с               |       |
| элементарный заряд                                | {\displaystyle \ e}            | 1,602 176 634⋅10−19 Кл                   | точно |
| постоянная Больцмана                              | {\displaystyle \ k}            | 1,380 649⋅10−23 Дж·К−1                   | точно |

## Планковские величины (размерные комбинации постоянныхc, G, h, k)
| Название                | Символ                                                    | Значение              |
| ----------------------- | --------------------------------------------------------- | --------------------- |
| планковская масса       | {\displaystyle m_{p}=(\hbar c/G)^{1/2}}                   | 2,176 434(24)⋅10−8 кг |
| планковская длина       | {\displaystyle l_{p}=(\hbar G/c^{3})^{1/2}}               | 1,616 255(18)⋅10−35 м |
| планковское время       | {\displaystyle t_{p}=(\hbar G/c^{5})^{1/2}}               | 5,391 247(60)⋅10−44 с |
| планковская температура | {\displaystyle T_{p}={\frac {1}{k}}(\hbar c^{5}/G)^{1/2}} | 1,416 784(16) ⋅1032 К |

## Постоянные, связывающие разные системы единиц, и переводные множители
| Название                    | Символ                                                                  | Значение                                               | Прим. |
| --------------------------- | ----------------------------------------------------------------------- | ------------------------------------------------------ | ----- |
| постоянная тонкой структуры | {\displaystyle \alpha =e^{2}/4\pi \varepsilon _{0}\hbar c} (система СИ) | 7,297 352 5643(11)⋅10−3                                |       |
| постоянная тонкой структуры | {\displaystyle \alpha ^{-1}}                                            | 137,035 999 177(21)                                    |       |
| электрическая постоянная    | {\displaystyle \varepsilon _{0}=1/(\mu _{0}c^{2})}                      | 8,854 187 8188(14) ⋅10−12 Ф·м−1                        |       |
| атомная единица массы       | {\displaystyle \ m_{u}} = 1 а. е. м.                                    | 1,660 539 068 92(52)⋅10−27 кг                          |       |
|                             | 1 а. е. м.                                                              | 1,492 418 087 68(46)⋅10−10 Дж = 931,494 103 72(29) МэВ |       |
| постоянная Авогадро         | {\displaystyle \ N_{A}}                                                 | 6,022 140 76⋅1023 моль−1                               | точно |
| 1 электронвольт             | эВ                                                                      | 1,602 176 634⋅10−19 Дж = 1,602 176 634⋅10−12 эрг       | точно |
| 1 калория (международная)   | 1 кал                                                                   | 4,1868 Дж                                              | точно |
| литр·атмосфера              | 1 л·атм                                                                 | 101,325 Дж                                             |       |
|                             | 2,30259 RT                                                              | 5,706 кДж·моль−1 (при 298 К)                           |       |
|                             | 1 кДж·моль−1                                                            | 83,593 см−1                                            |       |

## Электромагнитные постоянные
Нижеследующие константы были точными до изменений определений основных единиц СИ 2018—2019 годов, но стали экспериментально определяемыми величинами в результате этих изменений.
| Название                       | Символ                                                         | Значение | Прим.                                                |
| ------------------------------ | -------------------------------------------------------------- | --- | ---------------------------------------------------- |
| магнитная постоянная           | {\displaystyle \mu _{0}=1/(\varepsilon _{0}c^{2})}             | 1,256 637 061 27(20) ⋅10-6 Гн·м−1 = 1,256 637 061 27(20) ⋅10-6 Н·А−2 (через основные единицы СИ: кг·м·с−2·А−2) | ранее точно {\displaystyle 4\pi \times 10^{-7}} Гн/м |
| волновое сопротивление вакуума | {\displaystyle Z_{0}=\mu _{0}c={\frac {1}{\varepsilon _{0}c}}} | {\displaystyle \approx 376.73} Ом.                                                                             |                                                      |
| электрическая постоянная       | {\displaystyle \varepsilon _{0}=1/(\mu _{0}c^{2})}             | 8,854 187 8188(14) ⋅10−12 Ф·м−1 (через основные единицы СИ: кг−1·м−3·с4·А2)                                    |                                                      |
| постоянная Кулона              | {\displaystyle k={\frac {1}{4\pi \varepsilon _{0}}}}           | ≈ 8,987 55 ⋅109 Ф−1·м (через основные единицы: кг·м3·с−4·А−2)                                                  |                                                      |

## Некоторые другие физические постоянные
| Название                                                      | Символ                                                     | Значение                                                                          | Прим. |
| ------------------------------------------------------------- | ---------------------------------------------------------- | --------------------------------------------------------------------------------- | ----- |
| Массы элементарных частиц: масса электрона                    | {\displaystyle \ m_{e}}                                    | 9,109 383 7139(28)⋅10−31 кг (абсол.) = 0,0005485799090441(97) а. е. м. (относит.) |       |
| масса протона                                                 | {\displaystyle \ m_{p}}                                    | 1,672 621 925 95(52)⋅10−27 кг = 1,0072764665789(83) а. е. м.                      |       |
| масса нейтрона                                                | {\displaystyle \ m_{n}}                                    | 1,674 927 500 56(85)⋅10−27 кг = 1,008 664 916 06(40) а. е. м.                     |       |
| М протон плюс электрон (абсолютная масса атома водорода 1H)   | {\displaystyle \ m_{p+e}}                                  | ≈ 1,673 5328⋅10−27 кг = 1,007825 а.е.м. (относит.)                                |       |
| магнитный момент электрона                                    | {\displaystyle \mu _{e}}                                   | −928,476 469 17(29)⋅10−26 Дж·Тл−1                                                 |       |
| магнитный момент протона                                      | {\displaystyle \mu _{p}}                                   | 1,410 606 795 45(60)⋅10−26 Дж·Тл−1                                                |       |
| магнетон Бора                                                 | {\displaystyle \mu _{B}=e\hbar /2m_{e}}                    | 927,401 006 57(29)⋅10−26 Дж·Тл−1                                                  |       |
| ядерный магнетон                                              | {\displaystyle \mu _{N}}                                   | 5,050 783 7393(16)⋅10−27 Дж·Тл−1                                                  |       |
| g-фактор свободного электрона                                 | {\displaystyle g_{e}=2\mu _{e}/\mu _{B}}                   | 2,002 319 304 360 92(36)                                                          |       |
| гиромагнитное отношение протона                               | {\displaystyle \gamma _{p}=2\mu _{p}/\hbar }               | 2,675 221 8708(11)⋅108 с−1·Тл−1                                                   |       |
| постоянная Фарадея                                            | {\displaystyle \ F=N_{A}e}                                 | 96 485,332 12… Кл·моль−1                                                          |       |
| универсальная газовая постоянная                              | {\displaystyle \ R=kN_{A}}                                 | 8,314 462 618… Дж·К−1·моль−1 ≈ 0,082057 л·атм·К−1·моль−1                          |       |
| молярный объём идеального газа (при 273,15 К, 101,325 кПа)    | {\displaystyle \ V_{m}}                                    | 22,413 969 54… ⋅10−3 м³·моль−1                                                    |       |
| стандартное атмосферное давление (н.у.)                       | атм                                                        | 101 325 Па                                                                        | точно |
| боровский радиус                                              | {\displaystyle a_{0}=\alpha /(4\pi R_{\infty })}           | 0,529 177 210 544(82)⋅10−10 м                                                     |       |
| энергия Хартри                                                | {\displaystyle E_{h}=2R_{\infty }hc}                       | 4,359 744 722 2060(48)⋅10−18 Дж                                                   |       |
| постоянная Ридберга                                           | {\displaystyle R_{\infty }=\alpha ^{2}m_{e}c/2h}           | 10 973 731,568 157(12) м−1                                                        |       |
| первая радиационная постоянная                                | {\displaystyle c_{1}=2\pi hc^{2}}                          | 3,741 771 852… ⋅10−16 Вт·м²                                                       |       |
| вторая радиационная постоянная                                | {\displaystyle c_{2}=hc/k}                                 | 1,438 776 877… ⋅10−2 м·К                                                          |       |
| постоянная Стефана-Больцмана                                  | {\displaystyle \sigma =(\pi ^{2}/60)k^{4}/\hbar ^{3}c^{2}} | 5,670 374 419… ⋅10−8 Вт·м−2·К−4                                                   |       |
| постоянная Вина                                               | {\displaystyle b=c_{2}/4{,}965114231...}                   | 2,897 771 955… ⋅10−3м·К                                                           |       |
| стандартное ускорение свободного падения на поверхности Земли | {\displaystyle g_{n}}                                      | 9,806 65 м·с−2                                                                    | точно |
| Температура тройной точки воды                                | {\displaystyle T_{0}}                                      | 273,16 K                                                                          |       |